# Saint-Escobille
 Saint-Escobille  es una población y comuna francesa, ubicada en la región de Isla de Francia, departamento de Essonne, en el distrito de Étampes y cantón de Dourdan.

## Demografía
| 255 | 231 | 210 | 325 | 429 | 492 |
| Para los censos de 1962 a 1999 la población legal corresponde a la población sin duplicidades (Fuente: INSEE [Consultar]) |     |     |     |     |     |